# Delta esuriens
Delta esuriens (лат.) — вид одиночных ос семейства Vespidae.

## Распространение
Индия, Аравийский полуостров, Индонезия (Борнео, Ява), Иран, Ирак, Мьянма, Пакистан, Филиппины, Шри-Ланка, Таиланд.

## Описание
Желтовато-коричневые осы с чёрными отметинами. Длина самок 14—20 мм, самцов 14—17 мм. Длина переднего крыла самок 12,5 мм, у самцов 11,5 мм. Вид был впервые описан в 1787 году датским энтомологом Иоганном Христианом Фабрицием под первоначальным названием Vespa esuriens Fabricius, 1787.
В пустынях эмирата Дубая (Dubai Desert Conservation Reserve, ОАЭ) отмечены на цветках гречишного растения Rumex dentatus (Polygonaceae).

## Синонимы
- Vespa esuriens Fabricius, 1787
- Eumenes esuriens (Fabricius)
- Delta companiforme esuriens (Fabricius)